# 1442
Portal Geschichte | Portal Biografien | Aktuelle Ereignisse | Jahreskalender | Tagesartikel

◄ |
14. Jahrhundert |
15. Jahrhundert
| 16. Jahrhundert | ►

◄ |
1410er |
1420er |
1430er |
1440er
| 1450er | 1460er | 1470er | ►

◄◄ |
◄ |
1438 |
1439 |
1440 |
1441 |
1442
| 1443 | 1444 | 1445 | 1446 | ► | ►►
Staatsoberhäupter  · Nekrolog
| Januar | Januar | Januar | Januar | Januar | Januar | Januar | Januar |
| Kw     | Mo     | Di     | Mi     | Do     | Fr     | Sa     | So     |
| ------ | ------ | ------ | ------ | ------ | ------ | ------ | ------ |
| 1      | 1      | 2      | 3      | 4      | 5      | 6      | 7      |
| 2      | 8      | 9      | 10     | 11     | 12     | 13     | 14     |
| 3      | 15     | 16     | 17     | 18     | 19     | 20     | 21     |
| 4      | 22     | 23     | 24     | 25     | 26     | 27     | 28     |
| 5      | 29     | 30     | 31     |        |        |        |        |

| Februar | Februar | Februar | Februar | Februar | Februar | Februar | Februar |
| Kw      | Mo      | Di      | Mi      | Do      | Fr      | Sa      | So      |
| ------- | ------- | ------- | ------- | ------- | ------- | ------- | ------- |
| 5       |         |         |         | 1       | 2       | 3       | 4       |
| 6       | 5       | 6       | 7       | 8       | 9       | 10      | 11      |
| 7       | 12      | 13      | 14      | 15      | 16      | 17      | 18      |
| 8       | 19      | 20      | 21      | 22      | 23      | 24      | 25      |
| 9       | 26      | 27      | 28      |         |         |         |         |

| März | März | März | März | März | März | März | März |
| Kw   | Mo   | Di   | Mi   | Do   | Fr   | Sa   | So   |
| ---- | ---- | ---- | ---- | ---- | ---- | ---- | ---- |
| 9    |      |      |      | 1    | 2    | 3    | 4    |
| 10   | 5    | 6    | 7    | 8    | 9    | 10   | 11   |
| 11   | 12   | 13   | 14   | 15   | 16   | 17   | 18   |
| 12   | 19   | 20   | 21   | 22   | 23   | 24   | 25   |
| 13   | 26   | 27   | 28   | 29   | 30   | 31   |      |

| April | April | April | April | April | April | April | April |
| Kw    | Mo    | Di    | Mi    | Do    | Fr    | Sa    | So    |
| ----- | ----- | ----- | ----- | ----- | ----- | ----- | ----- |
| 13    |       |       |       |       |       |       | 1     |
| 14    | 2     | 3     | 4     | 5     | 6     | 7     | 8     |
| 15    | 9     | 10    | 11    | 12    | 13    | 14    | 15    |
| 16    | 16    | 17    | 18    | 19    | 20    | 21    | 22    |
| 17    | 23    | 24    | 25    | 26    | 27    | 28    | 29    |
| 18    | 30    |       |       |       |       |       |       |

| Mai | Mai | Mai | Mai | Mai | Mai | Mai | Mai |
| Kw  | Mo  | Di  | Mi  | Do  | Fr  | Sa  | So  |
| --- | --- | --- | --- | --- | --- | --- | --- |
| 18  |     | 1   | 2   | 3   | 4   | 5   | 6   |
| 19  | 7   | 8   | 9   | 10  | 11  | 12  | 13  |
| 20  | 14  | 15  | 16  | 17  | 18  | 19  | 20  |
| 21  | 21  | 22  | 23  | 24  | 25  | 26  | 27  |
| 22  | 28  | 29  | 30  | 31  |     |     |     |

| Juni | Juni | Juni | Juni | Juni | Juni | Juni | Juni |
| Kw   | Mo   | Di   | Mi   | Do   | Fr   | Sa   | So   |
| ---- | ---- | ---- | ---- | ---- | ---- | ---- | ---- |
| 22   |      |      |      |      | 1    | 2    | 3    |
| 23   | 4    | 5    | 6    | 7    | 8    | 9    | 10   |
| 24   | 11   | 12   | 13   | 14   | 15   | 16   | 17   |
| 25   | 18   | 19   | 20   | 21   | 22   | 23   | 24   |
| 26   | 25   | 26   | 27   | 28   | 29   | 30   |      |

| Juli | Juli | Juli | Juli | Juli | Juli | Juli | Juli |
| Kw   | Mo   | Di   | Mi   | Do   | Fr   | Sa   | So   |
| ---- | ---- | ---- | ---- | ---- | ---- | ---- | ---- |
| 26   |      |      |      |      |      |      | 1    |
| 27   | 2    | 3    | 4    | 5    | 6    | 7    | 8    |
| 28   | 9    | 10   | 11   | 12   | 13   | 14   | 15   |
| 29   | 16   | 17   | 18   | 19   | 20   | 21   | 22   |
| 30   | 23   | 24   | 25   | 26   | 27   | 28   | 29   |
| 31   | 30   | 31   |      |      |      |      |      |

| August | August | August | August | August | August | August | August |
| Kw     | Mo     | Di     | Mi     | Do     | Fr     | Sa     | So     |
| ------ | ------ | ------ | ------ | ------ | ------ | ------ | ------ |
| 31     |        |        | 1      | 2      | 3      | 4      | 5      |
| 32     | 6      | 7      | 8      | 9      | 10     | 11     | 12     |
| 33     | 13     | 14     | 15     | 16     | 17     | 18     | 19     |
| 34     | 20     | 21     | 22     | 23     | 24     | 25     | 26     |
| 35     | 27     | 28     | 29     | 30     | 31     |        |        |

| September | September | September | September | September | September | September | September |
| Kw        | Mo        | Di        | Mi        | Do        | Fr        | Sa        | So        |
| --------- | --------- | --------- | --------- | --------- | --------- | --------- | --------- |
| 35        |           |           |           |           |           | 1         | 2         |
| 36        | 3         | 4         | 5         | 6         | 7         | 8         | 9         |
| 37        | 10        | 11        | 12        | 13        | 14        | 15        | 16        |
| 38        | 17        | 18        | 19        | 20        | 21        | 22        | 23        |
| 39        | 24        | 25        | 26        | 27        | 28        | 29        | 30        |

| Oktober | Oktober | Oktober | Oktober | Oktober | Oktober | Oktober | Oktober |
| Kw      | Mo      | Di      | Mi      | Do      | Fr      | Sa      | So      |
| ------- | ------- | ------- | ------- | ------- | ------- | ------- | ------- |
| 40      | 1       | 2       | 3       | 4       | 5       | 6       | 7       |
| 41      | 8       | 9       | 10      | 11      | 12      | 13      | 14      |
| 42      | 15      | 16      | 17      | 18      | 19      | 20      | 21      |
| 43      | 22      | 23      | 24      | 25      | 26      | 27      | 28      |
| 44      | 29      | 30      | 31      |         |         |         |         |

| November | November | November | November | November | November | November | November |
| Kw       | Mo       | Di       | Mi       | Do       | Fr       | Sa       | So       |
| -------- | -------- | -------- | -------- | -------- | -------- | -------- | -------- |
| 44       |          |          |          | 1        | 2        | 3        | 4        |
| 45       | 5        | 6        | 7        | 8        | 9        | 10       | 11       |
| 46       | 12       | 13       | 14       | 15       | 16       | 17       | 18       |
| 47       | 19       | 20       | 21       | 22       | 23       | 24       | 25       |
| 48       | 26       | 27       | 28       | 29       | 30       |          |          |

| Dezember | Dezember | Dezember | Dezember | Dezember | Dezember | Dezember | Dezember |
| Kw       | Mo       | Di       | Mi       | Do       | Fr       | Sa       | So       |
| -------- | -------- | -------- | -------- | -------- | -------- | -------- | -------- |
| 48       |          |          |          |          |          | 1        | 2        |
| 49       | 3        | 4        | 5        | 6        | 7        | 8        | 9        |
| 50       | 10       | 11       | 12       | 13       | 14       | 15       | 16       |
| 51       | 17       | 18       | 19       | 20       | 21       | 22       | 23       |
| 52       | 24       | 25       | 26       | 27       | 28       | 29       | 30       |
| 1        | 31       |          |          |          |          |          |          |

| Januar | Januar | Januar | Januar | Januar | Januar | Januar | Januar |
| Kw     | Mo     | Di     | Mi     | Do     | Fr     | Sa     | So     |
| ------ | ------ | ------ | ------ | ------ | ------ | ------ | ------ |
| 1      | 1      | 2      | 3      | 4      | 5      | 6      | 7      |
| 2      | 8      | 9      | 10     | 11     | 12     | 13     | 14     |
| 3      | 15     | 16     | 17     | 18     | 19     | 20     | 21     |
| 4      | 22     | 23     | 24     | 25     | 26     | 27     | 28     |
| 5      | 29     | 30     | 31     |        |        |        |        |

| Februar | Februar | Februar | Februar | Februar | Februar | Februar | Februar |
| Kw      | Mo      | Di      | Mi      | Do      | Fr      | Sa      | So      |
| ------- | ------- | ------- | ------- | ------- | ------- | ------- | ------- |
| 5       |         |         |         | 1       | 2       | 3       | 4       |
| 6       | 5       | 6       | 7       | 8       | 9       | 10      | 11      |
| 7       | 12      | 13      | 14      | 15      | 16      | 17      | 18      |
| 8       | 19      | 20      | 21      | 22      | 23      | 24      | 25      |
| 9       | 26      | 27      | 28      |         |         |         |         |

| März | März | März | März | März | März | März | März |
| Kw   | Mo   | Di   | Mi   | Do   | Fr   | Sa   | So   |
| ---- | ---- | ---- | ---- | ---- | ---- | ---- | ---- |
| 9    |      |      |      | 1    | 2    | 3    | 4    |
| 10   | 5    | 6    | 7    | 8    | 9    | 10   | 11   |
| 11   | 12   | 13   | 14   | 15   | 16   | 17   | 18   |
| 12   | 19   | 20   | 21   | 22   | 23   | 24   | 25   |
| 13   | 26   | 27   | 28   | 29   | 30   | 31   |      |

| April | April | April | April | April | April | April | April |
| Kw    | Mo    | Di    | Mi    | Do    | Fr    | Sa    | So    |
| ----- | ----- | ----- | ----- | ----- | ----- | ----- | ----- |
| 13    |       |       |       |       |       |       | 1     |
| 14    | 2     | 3     | 4     | 5     | 6     | 7     | 8     |
| 15    | 9     | 10    | 11    | 12    | 13    | 14    | 15    |
| 16    | 16    | 17    | 18    | 19    | 20    | 21    | 22    |
| 17    | 23    | 24    | 25    | 26    | 27    | 28    | 29    |
| 18    | 30    |       |       |       |       |       |       |

| Mai | Mai | Mai | Mai | Mai | Mai | Mai | Mai |
| Kw  | Mo  | Di  | Mi  | Do  | Fr  | Sa  | So  |
| --- | --- | --- | --- | --- | --- | --- | --- |
| 18  |     | 1   | 2   | 3   | 4   | 5   | 6   |
| 19  | 7   | 8   | 9   | 10  | 11  | 12  | 13  |
| 20  | 14  | 15  | 16  | 17  | 18  | 19  | 20  |
| 21  | 21  | 22  | 23  | 24  | 25  | 26  | 27  |
| 22  | 28  | 29  | 30  | 31  |     |     |     |

| Juni | Juni | Juni | Juni | Juni | Juni | Juni | Juni |
| Kw   | Mo   | Di   | Mi   | Do   | Fr   | Sa   | So   |
| ---- | ---- | ---- | ---- | ---- | ---- | ---- | ---- |
| 22   |      |      |      |      | 1    | 2    | 3    |
| 23   | 4    | 5    | 6    | 7    | 8    | 9    | 10   |
| 24   | 11   | 12   | 13   | 14   | 15   | 16   | 17   |
| 25   | 18   | 19   | 20   | 21   | 22   | 23   | 24   |
| 26   | 25   | 26   | 27   | 28   | 29   | 30   |      |

| Juli | Juli | Juli | Juli | Juli | Juli | Juli | Juli |
| Kw   | Mo   | Di   | Mi   | Do   | Fr   | Sa   | So   |
| ---- | ---- | ---- | ---- | ---- | ---- | ---- | ---- |
| 26   |      |      |      |      |      |      | 1    |
| 27   | 2    | 3    | 4    | 5    | 6    | 7    | 8    |
| 28   | 9    | 10   | 11   | 12   | 13   | 14   | 15   |
| 29   | 16   | 17   | 18   | 19   | 20   | 21   | 22   |
| 30   | 23   | 24   | 25   | 26   | 27   | 28   | 29   |
| 31   | 30   | 31   |      |      |      |      |      |

| August | August | August | August | August | August | August | August |
| Kw     | Mo     | Di     | Mi     | Do     | Fr     | Sa     | So     |
| ------ | ------ | ------ | ------ | ------ | ------ | ------ | ------ |
| 31     |        |        | 1      | 2      | 3      | 4      | 5      |
| 32     | 6      | 7      | 8      | 9      | 10     | 11     | 12     |
| 33     | 13     | 14     | 15     | 16     | 17     | 18     | 19     |
| 34     | 20     | 21     | 22     | 23     | 24     | 25     | 26     |
| 35     | 27     | 28     | 29     | 30     | 31     |        |        |

| September | September | September | September | September | September | September | September |
| Kw        | Mo        | Di        | Mi        | Do        | Fr        | Sa        | So        |
| --------- | --------- | --------- | --------- | --------- | --------- | --------- | --------- |
| 35        |           |           |           |           |           | 1         | 2         |
| 36        | 3         | 4         | 5         | 6         | 7         | 8         | 9         |
| 37        | 10        | 11        | 12        | 13        | 14        | 15        | 16        |
| 38        | 17        | 18        | 19        | 20        | 21        | 22        | 23        |
| 39        | 24        | 25        | 26        | 27        | 28        | 29        | 30        |

| Oktober | Oktober | Oktober | Oktober | Oktober | Oktober | Oktober | Oktober |
| Kw      | Mo      | Di      | Mi      | Do      | Fr      | Sa      | So      |
| ------- | ------- | ------- | ------- | ------- | ------- | ------- | ------- |
| 40      | 1       | 2       | 3       | 4       | 5       | 6       | 7       |
| 41      | 8       | 9       | 10      | 11      | 12      | 13      | 14      |
| 42      | 15      | 16      | 17      | 18      | 19      | 20      | 21      |
| 43      | 22      | 23      | 24      | 25      | 26      | 27      | 28      |
| 44      | 29      | 30      | 31      |         |         |         |         |

| November | November | November | November | November | November | November | November |
| Kw       | Mo       | Di       | Mi       | Do       | Fr       | Sa       | So       |
| -------- | -------- | -------- | -------- | -------- | -------- | -------- | -------- |
| 44       |          |          |          | 1        | 2        | 3        | 4        |
| 45       | 5        | 6        | 7        | 8        | 9        | 10       | 11       |
| 46       | 12       | 13       | 14       | 15       | 16       | 17       | 18       |
| 47       | 19       | 20       | 21       | 22       | 23       | 24       | 25       |
| 48       | 26       | 27       | 28       | 29       | 30       |          |          |

| Dezember | Dezember | Dezember | Dezember | Dezember | Dezember | Dezember | Dezember |
| Kw       | Mo       | Di       | Mi       | Do       | Fr       | Sa       | So       |
| -------- | -------- | -------- | -------- | -------- | -------- | -------- | -------- |
| 48       |          |          |          |          |          | 1        | 2        |
| 49       | 3        | 4        | 5        | 6        | 7        | 8        | 9        |
| 50       | 10       | 11       | 12       | 13       | 14       | 15       | 16       |
| 51       | 17       | 18       | 19       | 20       | 21       | 22       | 23       |
| 52       | 24       | 25       | 26       | 27       | 28       | 29       | 30       |
| 1        | 31       |          |          |          |          |          |          |

## Ereignisse

### Politik und Weltgeschehen

#### Heiliges Römisches Reich

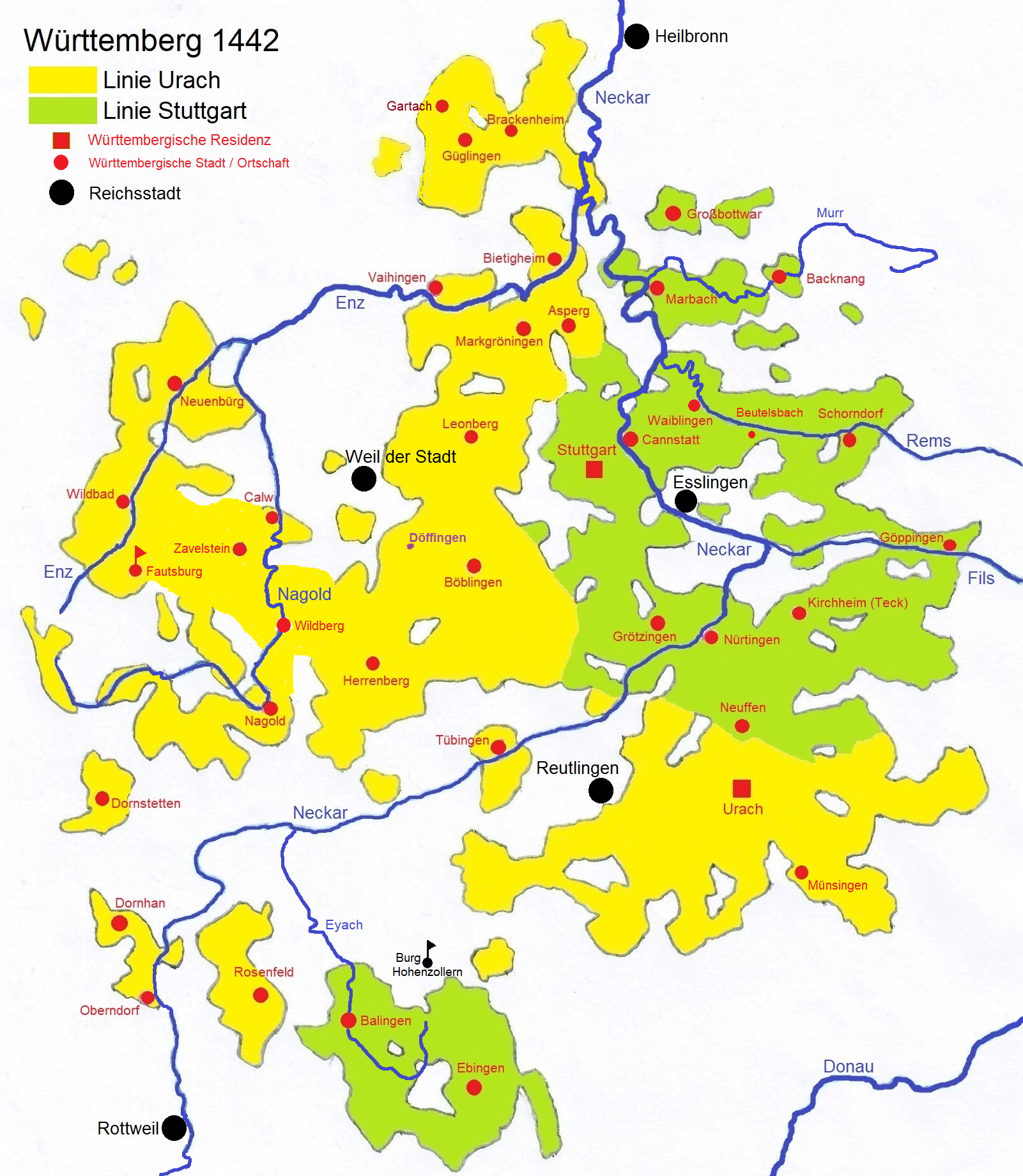
Die württembergische Teilung von 1442

- 25. Januar: Der Nürtinger Vertrag besiegelt die dauerhafte Teilung der Grafschaft Württemberg zwischen Ludwig I. und seinem Bruder Ulrich V. in einen Uracher und einen Stuttgarter Landesteil.
- 12. April: Im Frieden zu Wittstock wird ein Streit zwischen der Mark Brandenburg unter den Hohenzollern und Mecklenburg unter den Herren von Werle beigelegt.
- 17. Juni: Der spätere Kaiser des Heiligen Römischen Reiches Friedrich III. wird zwei Jahre nach seiner Wahl in Aachen zum deutschen König gekrönt.
- 14. August: Auf dem Reichstag in Frankfurt erlässt König Friedrich III. die Reformatio Friderici, einen Landfrieden zur Fehdebekämpfung.

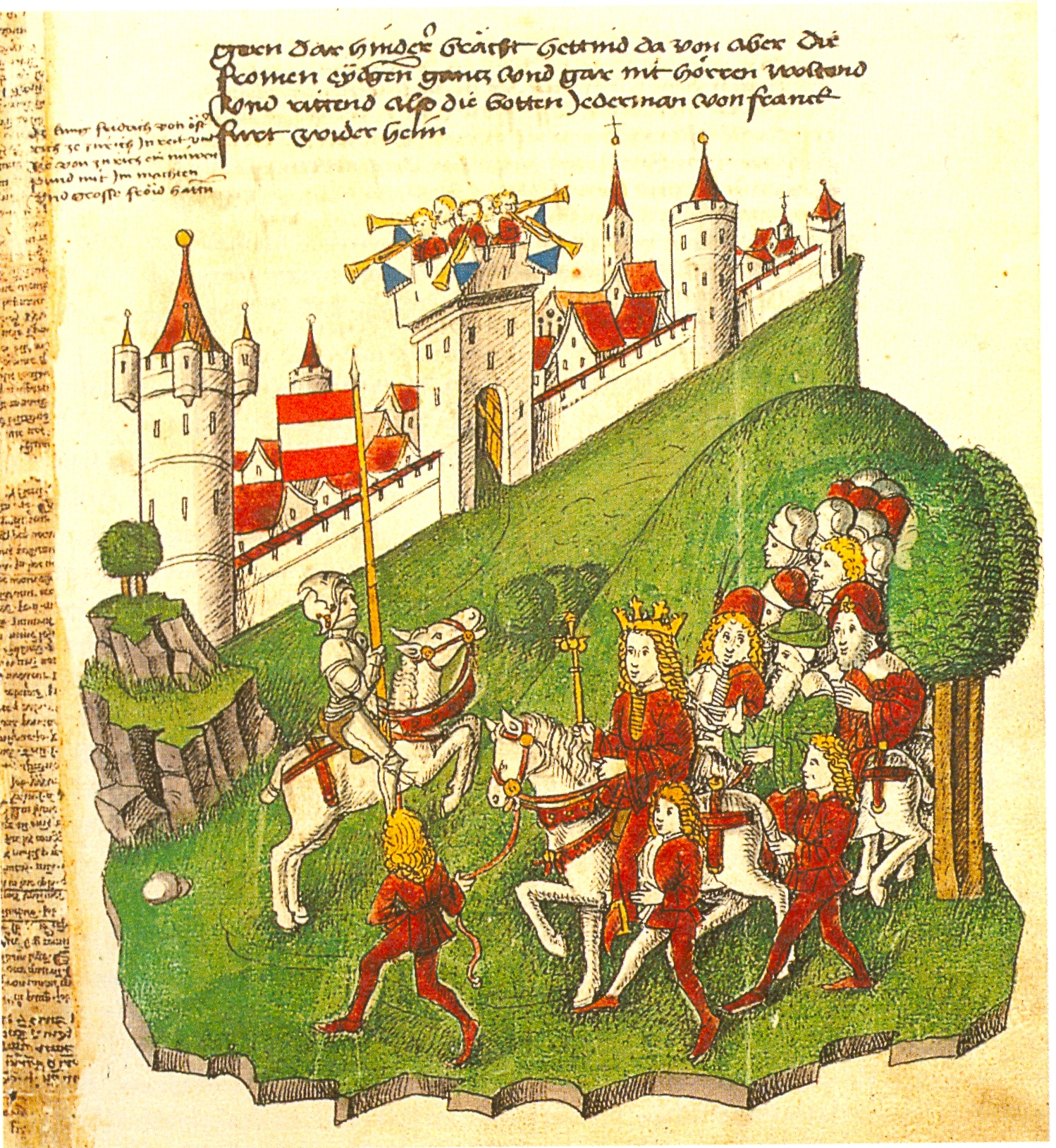
Friedrich III. trifft in Zürich ein, Tschachtlan, Berner Chronik, 1470

- 19. September: Friedrich III. trifft in der freien Reichsstadt Zürich ein, wo er sich bis zum 24. September aufhält. Er schließt ein Bündnis mit der Stadt gegen die Eidgenossen im Alten Zürichkrieg.
- Die Belehnung des Grafen Wilhelm I. von Limburg-Styrum durch König Friedrich ist urkundlich nachweisbar. Bis 1806 bleibt die Herrschaft Styrum damit reichsunmittelbares Lehen.

#### Skandinavien
- 17. April: Der Stadt Rauma in Finnland werden die Stadtrechte zugesprochen.
- Juli: Kalmarer Union: Der König von Schweden Christoph III. erlangt in Oslo die norwegische Königswürde.

#### Osmanisches Reich
- Die türkischen Osmanen unter Sultan Murad II. belagern erfolglos Konstantinopel, das unter der Herrschaft des byzantinischen Kaisers Johannes VIII. steht.
- Die türkischen Osmanen fallen in Siebenbürgen ein. Der Heerführer Johann Hunyadi besiegt bei Sibiu, am Roter-Turm-Pass und ein weiteres Mal am Donauklamm ein türkisches Heer. Er ernennt Basarab II. zum Fürsten der Walachei. Basarab II. entmachtet Mircea II., der vorübergehend von seinem Vater Vlad II. Dracul, dem regierenden Fürsten der Walachei eingesetzt wurde.

#### Weitere Ereignisse in Europa
- Alfons V. von Aragon erobert Neapel nach seinem Sieg über René I., den letzten Herrscher aus dem Haus Anjou. Nach seiner Belehnung durch Papst Eugen IV. herrscht er über das Königreich Neapel-Sizilien und das Königreich Aragón in Personalunion.

#### Entdeckungsfahrten
- Der portugiesische Seefahrer Dinis Dias erreicht das Cabo Branco und segelt weiter nach Süden.

#### Asien
- Borommaracha II., König des siamesischen Reiches von Ayutthaya, beginnt einen Krieg gegen das Fürstentum Lan Na in Nordthailand.

### Natur und Umwelt
- Einer der längsten Winter der überlieferten Wettergeschichte in Mitteleuropa (Dauer: 8 Monate). Von Ende September 1442 bis Ende Mai 1443 herrschen fast durchgehend Temperaturen unter Null und es kam zu starkem Schneefall.

### Religion
- 4. Februar: Beim Konzil von Florenz wird zwischen der Römisch-Katholischen Kirche und der Koptischen Kirche ein Unionsvertrag unterzeichnet.
- In Baku wird nach rund einjähriger Bauzeit die Schah-Moschee fertiggestellt.
- Unter der Leitung von Filippo Brunelleschi beginnt der Bau der Pazzi-Kapelle in Florenz.

## Geboren

### Geburtsdatum gesichert

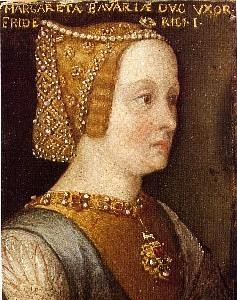
Margarete von Bayern, Markgräfin von Mantua

- 01. Januar: Margarete von Bayern, deutsche Adlige, Markgräfin von Mantua, Prinzessin von Bayern-München († 1479)
- 25. Januar: Johannes Nuhn, deutscher Weltgeistlicher, Autor, Chronist († 1523)
- 28. Februar: Oswald I. von dem Bergh, niederländischer Adliger, Graf von dem Bergh († 1511)
- 13. April: Heinrich IV. von Neuhaus, böhmischer Adliger, Oberstburggraf von Prag († 1507)
- 28. April: Eduard IV., englischer Adliger, König von England († 1483)
- 03. Juli: Go-Tsuchimikado, japanischer Adliger, 103. Kaiser Japans († 1500)
- 13. Juli: Vanozza de’ Cattanei, italienische Mätresse des Kardinals Rodrigo Borgia, des späteren Papstes Alexander VI. († 1518)
- 15. Juli: Boček IV. von Podiebrad, böhmischer Adliger († 1496)
- 08. September: John de Vere, englischer Adliger, 13. Earl of Oxford, Lord Great Chamberlainship († 1513)
- 27. September: John de la Pole, englischer Adliger,  2. Duke of Suffolk († 1492)
- 25. Oktober: Anna von Lichtenberg, deutsche Adlige, Erbtochter der Herrschaft Lichtenberg, Gräfin von Hanau-Lichtenberg († 1474)

### Genaues Geburtsdatum unbekannt
- Dietrich II. Arndes, deutscher Bischof von Lübeck († 1506)
- Tamás Bakócz, ungarischer Kardinal und Politiker († 1521)
- Wilhelm von Bibra, deutscher Ritter, Gesandter des Papstes Innozenz VIII. († 1490)
- Jodokus Bruder, deutscher Abt († 1529)
- Margarete von Braunschweig-Lüneburg, deutsche Adlige, Prinzessin von Braunschweig-Lüneburg, Herzogin von Mecklenburg-Stargard († 1512)
- Benedetto da Maiano, italienischer Bildhauer und Baumeister († 1497)
- Ulrich Molitor, deutscher Jurist, Autor, Hexentheoretiker, Kanzler des Herzogtums Tirols († 1507)
- Domenico Morone, italienischer Maler († 1517)
- Erhard Ratdolt, deutscher Buchdrucker, Verleger († 1528)
- Domenico della Rovere, italienischer Kardinal († 1501)

### Geboren um 1442
- Alvise Vivarini, venezianischer Maler († um 1504)

## Gestorben

### Todesdatum gesichert
- 02. Februar: Rinaldo degli Albizzi, florentinischer Patrizier (* 1370)
- 23. Februar: Johannes von Gmunden, österreichischer Humanist, Mathematiker und Astronom, (* um 1380/84)
- 22. April: Roland von Uutkercke, niederländischer Adliger, Herr von Heemstede, Hogenbrouck, Heestert und Hemsrode
- 08. April: Johann Crispin, Lübecker Ratsherr
- 03. Mai: Engelbert I., deutscher Adliger, Graf von Nassau-Dillenburg (* 1370)
- 10. Juni: Bertha von Sayn, von 1399 bis 1442 Äbtissin des Frauenstiftes Kaufungen
- 29. August: Johann VI., französischer Adliger, Graf von Montfort, Herzog von Bretagne (* 1389)
- 000August: Hugo-Lancelot von Lusignan, französischer Kardinal, Regent von Zypern (* zwischen 1380/1385)
- 18. Oktober: Johann von Portugal, portugiesischer Adliger, Herzog von Aveiro (* 1400)
- 13. November: Elisabeth, deutsche Adlige, erste Kurfürstin von Brandenburg und Stammmutter des hohenzollernschen Königshauses (* 1383)
- 14. November: Jolanthe von Aragón, französische Adlige, Herzogin von Anjou (* 1379)
- 18. Dezember: Pierre Cauchon, französischer Bischof von Beauvais, Inquisitor (* 1370)
- 19. Dezember: Elisabeth von Luxemburg, deutsche Adlige, Königen von Böhmen, Ungarn und Kroatien (* 1409)
- 28. Dezember: Katharina von Braunschweig-Lüneburg, deutsche Adlige, Prinzessin von Braunschweig-Lüneburg, Kurfürstin von Sachsen (* 1395)

### Genaues Todesdatum unbekannt
- Februar: Al-Maqrīzī, arabischer Autor und Historiker (* 1364)
- Nguyễn Trãi, vietnamesischer konfuzianischer Gelehrter, Politiker, Stratege und Dichter (* 1380)

### Gestorben um 1442
- Gjon Kastrioti I., albanischer Fürst (* 1380)